# برنجی چمن
برنجی چمن، چمن برّان (نام علمی: Leersia oryzoides) نام یک گونه از تیره گندمیان است.